# Paso Giau
El Passo Giau (en italiano: Passo Giau, en ladino: Jof de Giao) es un paso de montaña ubicado en las Dolomitas a 2236 m s. n. m. Se encuentra en la provincia de Belluno (región del Veneto) y conecta Cortina d'Ampezzo con Selva di Cadore y Colle Santa Lucia, a través de la carretera provincial SP 638. 
Se encuentra en el centro de una vasta zona de pastos de montaña, a los pies del monte Nuvolau (2574 m s. n. m.), donde se tiene una excelente vista panorámica a los montes Marmolada, Tofane, Croda Rossa, Cristallo, Sorapiss, Croda da Lago, Lastoni di Formin y Cadini di Misurina.

## Ciclismo
Es una de las subidas legendarias del Giro de Italia, sobre todo la vertiente de Selva di Cadore. Se extiende por 10,1 kilómetros con una pendiente sostenida cuya media es del 9,1 %, mientras que la vertiente de Cortina d'Ampezzo pasando por Pocol es más corta (8,6 km) y un poco más fácil (8,3 % promedio), aunque sigue siendo un ascenso difícil ya que aunque tiene tramos del 5-6 %; la parte central es del 11 %.
En el Giro de Italia fue Cima Coppi en 1973 cuando ganó el escalador español José Manuel Fuente y en 2011 cuando el primero en pasar por la cumbre fue Stefano Garzelli. Repitió Cima Coppi en 2021 con victoria del colombiano Egan Bernal, quien también se adjudicaría la Maglia Rosa como ganador del Giro.
| Año  | Etapa | Categoría | Salida             | Llegada                | Líder en el puerto |
| ---- | ----- | --------- | ------------------ | ---------------------- | ------------------ |
| 1973 | 19    | 1ª        | Andalo             | Auronzo di Cadore      | José Manuel Fuente |
| 1989 | 14    | 1ª        | Misurina           | Corvara in Badia       | Henry Cárdenas     |
| 1992 | 13    | 1.ª       | Bassano del Grappa | Corvara in Badia       | Bruno Cornillet    |
| 2007 | 15    | 1ª        | Trento             | Tres Cimas de Lavaredo | Leonardo Piepoli   |
| 2008 | 15    | 1ª        | Arabba             | Passo Fedaia           | Emanuele Sella     |
| 2011 | 15    | 1ª        | Conegliano         | Val di Fassa           | Stefano Garzelli   |
| 2012 | 17    | 1ª        | Falzes             | Cortina d'Ampezzo      | Domenico Pozzovivo |
| 2016 | 14    | 1ª        | Farra d'Alpago     | Corvara in Badia       | Darwin Atapuma     |
| 2021 | 16    | 1ª        | Sacile             | Cortina d'Ampezzo      | Egan Bernal        |
| 2023 | 19    | 1ª        | Longarone          | Tres Cimas de Lavaredo | Derek Gee          |